# Yembering (district, Tamita)
Yembering est l'un des districts de la sous-préfecture de Tamita, situé dans la préfecture de Boffa en république de Guinée.

## Géographie

### Démographie
- En 2014, le district comptait 1 020 habiants selon les RGPH 2014[1].